# Bienvenue à Jersey Shore
Pour l’article homonyme, voir Jersey Shore.
Bienvenue à Jersey Shore (Jersey Shore) est une émission de téléréalité américaine en 71 épisodes de 42 minutes diffusée du 3 décembre 2009 au 20 décembre 2012 sur MTV. L'émission se déroule principalement à Jersey Shore, dans l'État américain du New Jersey, et suit le quotidien de huit colocataires américains d'origine italienne dans une villa de bord de mer.
L'émission, critiquée pour l'image négative qu'elle a pu renvoyer à la fois du Jersey Shore et des Italo-Américains du New Jersey, a été l'objet de nombreux débats et controverses aux États-Unis, mais également de moqueries et parodies. Pour autant, elle a été un succès d'audience historique pour la chaîne de télévision MTV et la série s'est exportée dans plusieurs pays.
En France, l'émission a été diffusée sur MTV et sur NT1 ; au Québec à partir du 22 août 2010 à MusiquePlus.
Le format a également été adapté au Royaume-Uni avec Geordie Shore et The Valleys, en Espagne avec Gandía Shore, en France avec Frenchie Shore.
En 2018, un revival de l'émission est diffusé sous le titre de Jersey Shore : vacances en famille (Jersey Shore: Family Vacation (en)) sur MTV.

## L'émission
La série suit la vie de huit colocataires qui, dès la première saison, passent leur été sur la côte du New Jersey. L'émission se déplacera par la suite :
- Saison 2 : nord-est de Miami Beach.
- Saison 3 : à nouveau sur la côte du New Jersey.
- Saison 4 ; à Florence, en Italie.
- Saisons 5 et 6 : à nouveau sur la côte du New Jersey.

Le programme a suscité, dès le début de sa programmation, d'importantes controverses relatives à l'utilisation des mots « Guido / Guidette », représentations stéréotypées d'Italo-Américains.
Reconnue comme un phénomène culturel, la série a permis à MTV d'atteindre des records d'audience. Elle a également marqué la vie quotidienne américaine au point d'introduire, dans la culture populaire, certaines expressions idiomatiques.
L'Université de Chicago et l'Université de l'Oklahoma comptent parmi les établissements d'enseignement qui ont organisé des conférences sur le programme. En 2010, Barbara Walters, dans son émission télévisée intitulée Barbara Walters' 10 Most Fascinating People, a désigné l'ensemble des candidats de Jersey Shore comme faisant partie des dix personnes les plus influentes dans la culture américaine et, depuis, la série a été exportée dans des dizaines de pays à travers le monde.

### Concept
L'émission propose de suivre le quotidien de huit jeunes gens (quatre filles et quatre garçons) qui cohabitent dans une villa. Les candidats sont plutôt vantards et fêtards. Ils effectuent quotidiennement des tâches domestiques, comme la lessive et le repassage, mais s'adonnent aussi à certains loisirs comme le bronzage ou le shopping. La cohabitation n'est cependant pas toujours facile.

### Particularités
Tout au long des six saisons de l'émission, les huit candidats sont demeurés les mêmes, à l'exception d'Angelina, dont l'abandon a entrainé l'arrivée d'une nouvelle candidate, Deena, à la troisième saison.
Pour pouvoir payer leur loyer, les candidats travaillent à tour de rôle : dans un magasin de T-shirts sur la côte du New Jersey, dans une pizzeria à Florence en Italie, dans une crèmerie à Miami…
Les candidats ne sont pas enfermés : ils organisent très souvent des sorties en boîtes de nuit, dans les magasins, au restaurant, à la plage, des rencontres avec de nouvelles personnes qu'ils peuvent inviter dans la villa, etc. Les colocataires peuvent également recevoir de la famille ou des amis, qui séjournent quelques jours dans la villa, et un téléphone est toujours présent pour recevoir ou passer des appels.
Contrairement à ce qu'on pourrait penser, la liberté des candidats est bien réelle. La production compte en effet principalement sur leur caractère festif pour divertir le spectateur.

## Candidats

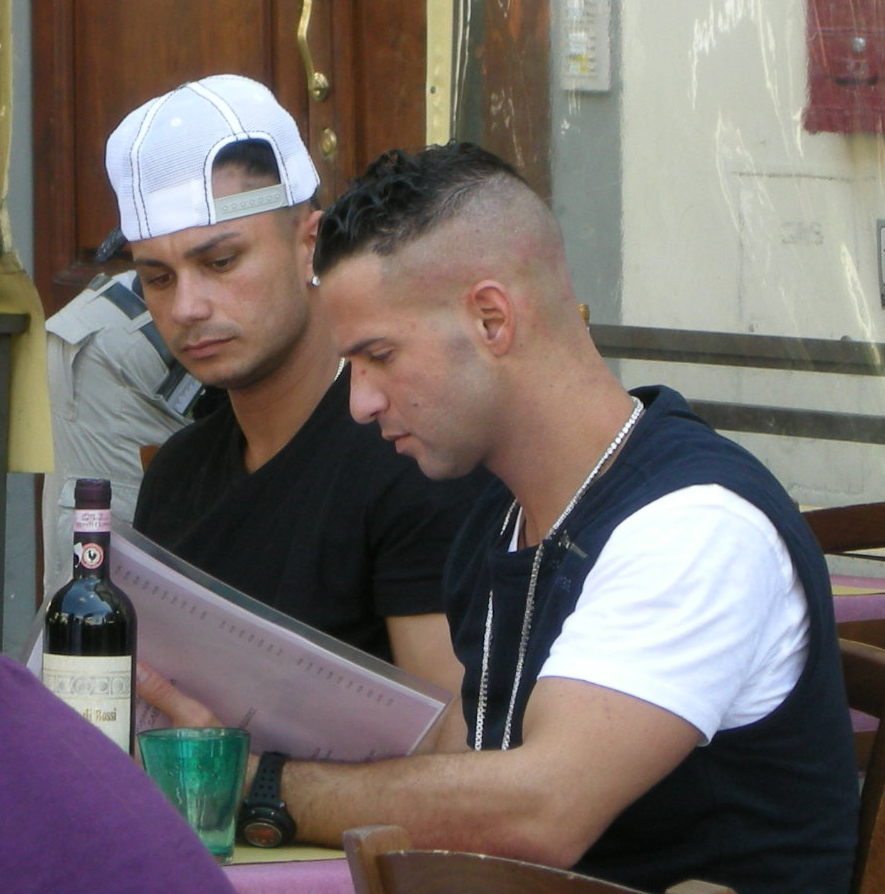
Paul DelVecchio et Michael "Mike" Sorrentino

| Vrai nom                  | Surnom            | Âge | Origine                                              | Saisons          | Voix française     |
| ------------------------- | ----------------- | --- | ---------------------------------------------------- | ---------------- | ------------------ |
| Nicole Polizzi            | « Snooki »        | 21  | Chilienne (adoptée par des parents Italo-Américains) | 1, 2, 3, 4, 5, 6 | Audrey Lanj        |
| Angelina Pivarnick (en)   | « Jolie »         | 25  | Italo-Américain                                      | 1, 2             | Ilana Castro       |
| Deena Nicole Cortese (en) | « Deena »         | 24  | Italo-Américaine                                     | 3, 4, 5, 6       |                    |
| Jennifer Farley           | « JWoww (en) »    | 23  | Irlando-américaine                                   | 1, 2, 3, 4, 5, 6 | Céline Melloul     |
| Michael Sorrentino (en)   | « The Situation » | 28  | Italo-Américain                                      | 1, 2, 3, 4, 5, 6 | Franck Sportis     |
| Paul DelVecchio           | « Pauly D »       | 29  | Italo-Américain                                      | 1, 2, 3, 4, 5, 6 | Manuel Blanc       |
| Ronnie Ortiz-Magro (en)   | « Ronnie »        | 24  | Italo-Américain et Portoricain                       | 1, 2, 3, 4, 5, 6 | Franck Soumah      |
| Samantha Giancola (en)    | « Sweetheart »    | 25  | Italo-Américain                                      | 1, 2, 3, 4, 5, 6 | Penelope Perdereau |
| Vinny Guadagnino          | « Vinny »         | 21  | Italo-Américain                                      | 1, 2, 3, 4, 5, 6 | Benjamin Tribes    |

1. ↑  Âge du candidat lors de la saison 1.
2. ↑  Elle revient pour la saison 2, bien décidée à ne plus se laisser faire mais les choses ne se sont toujours pas arrangées et ne semblent pas destinées à l'être. Elle finit par craquer vers la fin de la saison et décide encore une fois de quitter l'émission, à la suite de violentes disputes dans la villa entre elle et ses colocataires.
3. ↑  À partir de la saison 3, Deena remplace Angelina, elle est une amie de Nicole.

## Anecdotes
- GTL : Gym, Tan, Laundry (en VF : MUL : Muscu + UV + Lessive).
- MVP : Mike + Vinny + Pauly D (premières saisons) / MVPD : MVP + Deena (saison 3).
- I'm done (J'en ai marre) : utilisé par Sammi et Ronnie.
- It's T-Shirt time! (C'est l'heure du Tee-Shirt !) : délire entre les garçons qui consiste à enfiler un t-shirt propre avant de sortir en boîte.
- Cabs are here! (Les taxis sont là !) : Pauly D a pour habitude d'annoncer l'arrivée des taxis en criant haut et fort.

## Épisodes
Note : Les titres français des épisodes sont tirés de l'application iTunes.

### Première saison (2009-2010)
Lieu: Jersey Shore, New Jersey
1. Une nouvelle famille (A New Family)
2. Le triangle amoureux (The Tanned Triangle)
3. Bon vent (Good Riddance)
4. Le blackout (Fade to Black)
5. Une nouvelle journée à Jersey Shore (Just Another Day at the Shore)
6. Bagarres à Jersey Shore (Boardwalk Blowups)
7. Ce qui se passe à Atlantic City reste à Atlantic City (What Happens in AC)
8. En état d'arrestation (One Shot)
9. La fin d'un été à Jersey Shore (That's How The Shore Goes)

### Seconde saison (2010)
Lieu: Miami, Floride
1. En route pour le sud (Goin' South)
2. La gueule de bois (The Hangover)
3. Insinuation (Creepin)
4. La rupture (Breaking Up)
5. La lettre (The Letter)
6. Pas si innocent (Not So Shore)
7. Coucher avec l'ennemi (Sleeping with the Enemy)
8. En famille ! (All in the Family)
9. Une coloc confuse (Dirty Pad)
10. Parti pour de bon (Gone, Baby, Gone)
11. Des filles comme ça (Girls Like That)
12. Déjà vu, encore et encore ! (Deja Vu All Over Again)
13. Retour au bercail (Back Into the Fold)

### Troisième saison (2011)
Lieu: Jersey Shore, New Jersey
1. Retour à Jersey Shore (Back to the Shore)
2. Un été qui promet (It's Gonna Be An Interesting Summer)
3. Où est là plage ? (Where's the Beach?)
4. Snooki libre (Free Snooki)
5. Drunk Punch Love (Drunk Punch Love)
6. Faut-il qu'on se sépare ? (Should We Just Break Up?)
7. Les taxis sont là ! (Cabs Are Here!)
8. La grosse dépression (The Great Depression)
9. Cousins (Kissing Cousins)
10. Ça sent le fromage (A Cheesy Situation)
11. Gym, bronzage et messages (Gym, Tan, Find Out Who Sammi Is Texting)
12. Une maison divisée (A House Divided)
13. À la fin de la journée (At the End of the Day)

### Quatrième saison (2011)
Lieu: Florence, Italie
1. En route pour l'Italie (Going to Italia)
2. Bien plus qu'un ami (Like More Than a Friend)
3. Jumelage (Twinning)
4. Crime et châtiment (Crime and Punishment)
5. Le mur, vainqueur par KO (And the Wall Won)
6. Poing levé, pompes, et baume à lèvre (Fist Pump, Push-Ups, Chapstick)
7. Salades d'andouilles (Meatball Mashup)
8. Où est mon petit copain ? (Where Is My Boyfriend?)
9. Trois hommes et une Snooki (Three Men and a Snooki)
10. Le mal est fait (Damage Is Done)
11. Les problèmes de The Situation (Situation Problems)
12. Ciao, Italie (Ciao, Italia)

### Cinquième saison (2011)
Lieu: Jersey Shore, New Jersey
1. Une situation orageuse (Hurricane Situation)
2. Un homme à terre (One Man Down)
3. Tomber comme des mouches (Dropping Like Flies)
4. Vinny libre (Free Vinny)
5. Tout ce qu'il y a de plus sympa (Nothing But Nice)
6. Le jeu de la suite (The Follow Game)
7. De l'amour à Jersey Shore (Love at the Jersey Shore)
8. Objets tranchants (Sharp Objects)
9. La vérité te libérera (The Truth Will Set You Free)
10. La boulette (One Meatball Stands Alone)
11. Nous sommes la famille (We Are Family)

### Sixième saison (2012)
Lieu: Jersey Shore, New Jersey Note: Dernière saison de la série.
1. Une dernière fois à la plage (Once More On to the Beach)
2. Aucune honte (No Shame, Good Integrity)
3. Syndrome du choc toxique (Toxic Shots Syndrome)
4. Blues, basket & bagarres (Blues, Balls & Brawls)
5. Merp Walk (Merp Walk)
6. On passe à la vitesse supérieure (Let's Make It Official)
7. Boulettes en folie (Great Meatballs of Fire)
8. Un peu de retenue (Control the Crazy)
9. Il faut qu'on parle (Make It Unofficial)
10. La douche (Shore Shower)
11. Manque de tact (Awkward!)
12. Strip et Boulettes (Raining Men and Meatballs)
13. Sortez les mouchoirs (The Icing on the Cake)